# Pressió dinàmica
En dinàmica de fluids incompressibles, la pressió dinàmica (indicada amb {\displaystyle q}, o Q, i de vegades anomenada pressió de velocitat) és una quantitat definida com:
{\displaystyle q={\frac {1}{2}}\rho \,u^{2}}
on (usant les unitats del SI):
| {\displaystyle q,\;}     | pressió dinàmica en pascals (és a dir, kg⋅m−1⋅s−2),           |
| {\displaystyle \rho ,\;} | densitat del fluid (per exemple en kg/m3, en unitats del SI), |
| {\displaystyle u,\;}     | velocitat del fluid en m/s.                                   |
Es pot entendre com l'energia cinètica del fluid per unitat de volum.
Per fluxos incompressibles, la pressió dinàmica d'un fluid és la diferència entre la seva pressió total i la pressió estàtica. A partir de la llei de Bernoulli, la pressió dinàmica ve donada per
{\displaystyle p_{0}-p_{\text{s}}={\frac {1}{2}}\rho \,u^{2}}
on {\displaystyle p_{0}} i {\displaystyle p_{\text{s}}} són la pressió total i l'estàtica, respectivament.

## Significat físic
La pressió dinàmica és l'energia cinètica per unitat de volum d'un fluid. La pressió dinàmica és un dels termes del principi de Bernoulli, que pot ser derivat del principi de conservació de l'energia del moviment d'un fluid.
En un punt d'estancament, la pressió dinàmica és igual a la diferència entre la pressió d'estancament i la pressió estàtica. Així doncs, es pot mesurar la pressió dinàmica d'un flux en un punt d'estancament.
Un altre aspecte important de la pressió dinàmica és que, com mostra l'anàlisi dimensional, la tensió aerodinàmica, (és a dir, la tensió en una estructura subjecta a forces aerodinàmiques) que experimenta una aeronau que es mou a una velocitat {\displaystyle v} és proporcional a la densitat de l'aire i al quadrat de {\displaystyle v}, és a dir, és proporcional a {\displaystyle q}. Per tant, tenint en compte la variació de {\displaystyle q} durant el vol, es pot determinar com canviarà la tensió i en particular quan tindrà el seu valor màxim. El punt de màxima càrrega aerodinàmica sol ser anomenat max Q i és un paràmetre crític en moltes aplicacions.

## Usos

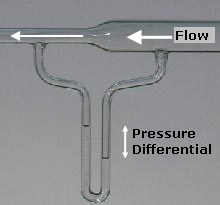
Un flux d'aire al llarg d'un mesurador de Venturi, que mostra les columnes connectades per un tub en forma d'U (un manòmetre) i parcialment ple d'aigua. La mesura és "llegida" com a càrrega diferencial de pressió en els cm d'aigua de diferència i és equivalent a la diferència de càrrega hidràulica.

La pressió dinàmica, juntament amb la pressió estàtica i la pressió deguda a l'elevació, és usada en el principi de Bernoulli com un equilibri d'energies d'un sistema tancat. S'utilitzen els tres termes per definir l'estat d'un sistema tancat d'un fluid incompressible (de densitat constant).
Quan la pressió dinàmica és dividida pel producte de la densitat del fluid i l'acceleració deguda a la gravetat, g, s'obté la càrrega hidràulica, que és usada en equacions com la del cap de pressió i la de la càrrega hidràulica. En un mesurador de flux de Venturi, es pot utilitzar la càrrega diferencial de pressió per calcular la càrrega diferencial de velocitat, que són equivalents en la imatge de la dreta.

## Flux compressible
Molts autors defineixen la pressió dinàmica únicament per a fluxos incompressibles. (Per a fluxos compressibles, utilitzen el concepte de pressió d'impacte). Tot i això, es pot estendre la definició de pressió dinàmica per incloure fluxos incompressibles.
Si el fluid en qüestió es pot considerar gas ideal (que sol ser el cas de l'aire), es pot expressar la pressió dinàmica en funció de la pressió del fluid i del nombre de Mach.
Usant la definició de la velocitat del so {\displaystyle a} i del nombre de Mach {\displaystyle M}:
{\displaystyle a={\sqrt {\gamma p \over \rho }}}   i   {\displaystyle M={\frac {u}{a}},}
així com {\textstyle q={\frac {1}{2}}\rho \,u^{2}}, es pot tornar a escriure la pressió dinàmica com:
{\displaystyle q=M^{2}{\frac {1}{2}}\,\gamma \,p\,}
on:
| {\displaystyle p,}          | pressió (estàtica) del gas (expressada en pascals, en unitats del SI)                                |
| {\displaystyle \rho =mn,\;} | densitat (en kg/m3) és sempre el producte entre la densitat numèrica i la massa molecular mitjana    |
| {\displaystyle M,\;}        | Nombre de Mach (adimensional),                                                                       |
| {\displaystyle \gamma ,\;}  | coeficient de dilatació adiabàtica (adimensional; 1.4 per a l'aire en condicions de nivell del mar), |
| {\displaystyle u,\;}        | velocitat macroscòpica en m/s,                                                                       |
| {\displaystyle a,\;}        | velocitat del so en m/s                                                                              |